# Административно-территориальное деление Рязанской области

## Административно-территориальное устройство

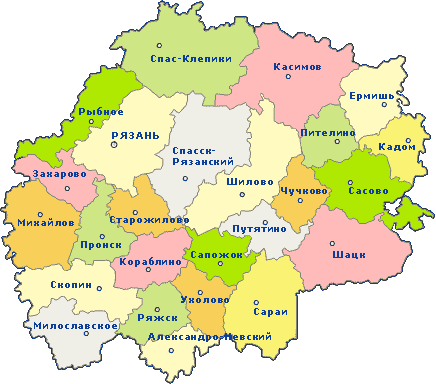
Административная карта Рязанской области

Согласно Уставу области и Закону «Об административно-территориальном устройстве Рязанской области», субъект РФ включает следующие административно-территориальные единицы:
- 4 города областного значения (Рязань, Касимов, Сасово, Скопин)
  - в состав Рязани входят районы города: Железнодорожный, Московский, Октябрьский, Советский
- 25 районов, в составе которых:
  - 8 городов районного значения (Кораблино, Михайлов, Новомичуринск, Рыбное, Ряжск, Спас-Клепики, Спасск-Рязанский, Шацк),
  - 21 посёлок городского типа (рабочий посёлок),
  - 232 сельских округа (сельских поселения)
    - сельские населённые пункты.

Административным центром Рязанской области является город Рязань.

## Муниципальное устройство
В рамках организации местного самоуправления, в границах административно-территориальных единиц Рязанской области созданы муниципальные образования. Их общее количество по состоянию на 1 января 2021 года составляет 290, из них:
- 4 городских округа,
- 25 муниципальных районов, в составе которых:
  - 29 городских поселений,
  - 232 сельских поселения.

## Районы и города областного значения (городские округа)
| №         | Флаг | Герб | Название                                      | Административный центр | Площадь, км² | Население, чел., (2023 г.) | Плотность населения, чел./км² | Код ОКАТО |
| --------- | ---- | ---- | --------------------------------------------- | ---------------------- | ------------ | -------------------------- | ----------------------------- | --------- |
| 1e-06     |      |      | Районы (муниципальные районы)                 |                        |              |                            |                               |           |
| 1         |      |      | Александро-Невский район                      | пгт Александро-Невский | 833          | ↘10 529                    | 13,7                          | 61 220    |
| 2         |      |      | Ермишинский район                             | пгт Ермишь             | 1 342        | ↘6511                      | 5,8                           | 61 202    |
| 3         |      |      | Захаровский район                             | село Захарово          | 986          | ↘7831                      | 8,8                           | 61 204    |
| 4         |      |      | Кадомский район                               | пгт Кадом              | 986          | ↘7386                      | 7,8                           | 61 206    |
| 5         |      |      | Касимовский район                             | г. Касимов             | 2 969        | ↘27 244                    | 9,2                           | 61 208    |
| 6         |      |      | Клепиковский район                            | г. Спас-Клепики        | 3 235        | ↘20 341                    | 7,6                           | 61 210    |
| 7         |      |      | Кораблинский район                            | г. Кораблино           | 1 171        | ↘21 903                    | 19,5                          | 61 212    |
| 8         |      |      | Милославский район                            | пгт Милославское       | 1 397        | ↘10 730                    | 9,1                           | 61 215    |
| 9         |      |      | Михайловский район                            | г. Михайлов            | 1 841        | ↘31 518                    | 18,2                          | 61 217    |
| 10        |      |      | Пителинский район                             | пгт Пителино           | 953          | ↘4629                      | 5,6                           | 61 223    |
| 11        |      |      | Пронский район                                | пгт Пронск             | 1 070        | ↘29 510                    | 28,5                          | 61 225    |
| 12        |      |      | Путятинский район                             | с. Путятино            | 1 008        | ↘6884                      | 7,2                           | 61 226    |
| 13        |      |      | Рыбновский район                              | г. Рыбное              | 1 407        | ↘38 672                    | 26,1                          | 61 227    |
| 14        |      |      | Ряжский район                                 | г. Ряжск               | 1 019        | ↘27 032                    | 28,8                          | 61 230    |
| 15        |      |      | Рязанский район                               | г. Рязань              | 2 170        | ↘63 235                    | 26,5                          | 61 234    |
| 16        |      |      | Сапожковский район                            | пгт Сапожок            | 960          | ↘9059                      | 10,9                          | 61 237    |
| 17        |      |      | Сараевский район                              | пгт Сараи              | 2 117        | ↘14 601                    | 7,7                           | 61 240    |
| 18        |      |      | Сасовский район                               | г. Сасово              | 1 819        | ↘15 524                    | 9,5                           | 61 242    |
| 19        |      |      | Скопинский район                              | г. Скопин              | 1 736        | ↘26 747                    | 15,0                          | 61 244    |
| 20        |      |      | Спасский район                                | г. Спасск-Рязанский    | 2 684        | ↘24 341                    | 10,1                          | 61 246    |
| 21        |      |      | Старожиловский район                          | пгт Старожилово        | 1 007        | ↘15 692                    | 17,3                          | 61 248    |
| 22        |      |      | Ухоловский район                              | пгт Ухолово            | 956          | ↘8264                      | 9,5                           | 61 250    |
| 23        |      |      | Чучковский район                              | пгт Чучково            | 896          | ↘6742                      | 8,6                           | 61 253    |
| 24        |      |      | Шацкий район                                  | г. Шацк                | 2 400        | ↘20 503                    | 9,2                           | 61 256    |
| 25        |      |      | Шиловский район                               | пгт Шилово             | 2 390        | ↘34 695                    | 16,4                          | 61 258    |
| 25.000002 |      |      | Города областного значения (городские округа) |                        |              |                            |                               |           |
| 26        |      |      | город Касимов                                 | г. Касимов             | 31,6         | ↘27 821                    | 971,4                         | 61 405    |
| 27        |      |      | город Рязань                                  | г. Рязань              | 224,163      | ↘519 315                   | 2 398,4                       | 61 401    |
| 28        |      |      | город Сасово                                  | г. Сасово              | 23,79        | ↘21 220                    | 1 082,3                       | 61 410    |
| 29        |      |      | город Скопин                                  | г. Скопин              | 30,9         | ↘25 065                    | 885,05                        | 61 415    |

## Поселения
Городам районного значения и посёлкам городского типа (рабочим посёлкам) соответствуют муниципальные образования в статусе городских поселений.
Сельским округам соответствуют муниципальные образования в статусе сельских поселений.
Ниже приводится перечень городских и сельских поселений, распределённых по муниципальным районам.

### Александро-Невский район
| - Административный центр — пгт Александро-Невский Муниципальные образования: 1. Александро-Невское городское поселение 2. Благовское сельское поселение 3. Борисовское сельское поселение 4. Каширинское сельское поселение 5. Нижнеякимецкое сельское поселение 6. Просеченское сельское поселение Законом Рязанской области от 11 мая 2017 года № 25-ОЗ, были преобразованы, путём их объединения: - Ленинское и Борисовское сельские поселения — в Борисовское сельское поселение с административным центром в деревне Борисовка; - Бурминское и Каширинское сельские поселения — в Каширинское сельское поселение с административным центром в посёлке Каширин. |

### Ермишинский район
| - Административный центр — пгт Ермишь Муниципальные образования: 1. Ермишинское городское поселение 2. Азеевское сельское поселение 3. Мердушинское сельское поселение 4. Надежкинское сельское поселение 5. Нарминское сельское поселение 6. Савватемское сельское поселение |

### Захаровский район
| - Административный центр — село Захарово Муниципальные образования: 1. Захаровское сельское поселение 2. Безлыченское сельское поселение 3. Большекоровинское сельское поселение 4. Добро-Пчёльское сельское поселение 5. Елинское сельское поселение 6. Плахинское сельское поселение 7. Сменовское сельское поселение |

### Кадомский район
| - Административный центр — пгт Кадом Муниципальные образования: 1. Кадомское городское поселение 2. Восходское сельское поселение 3. Енкаевское сельское поселение 4. Котелинское сельское поселение 5. Кущапинское сельское поселение |

### Касимовский район
| - Административный центр — город Касимов (в состав района не входит) Муниципальные образования: 1. Гусевское городское поселение 2. Елатомское городское поселение 3. Сынтульское городское поселение 4. Ардабьевское сельское поселение 5. Ахматовское сельское поселение 6. Булгаковское сельское поселение 7. Гиблицкое сельское поселение 8. Дмитриевское сельское поселение 9. Ермоловское сельское поселение 10. Ибердусское сельское поселение 11. Китовское сельское поселение 12. Клетинское сельское поселение 13. Которовское сельское поселение 14. Крутоярское сельское поселение 15. Лашманское сельское поселение 16. Лощининское сельское поселение 17. Новодеревенское сельское поселение 18. Овчинниковское сельское поселение 19. Первинское сельское поселение 20. Погостинское сельское поселение 21. Савостьяновское сельское поселение 22. Токарёвское сельское поселение 23. Торбаевское сельское поселение 24. Шостьинское сельское поселение Законом Рязанской области от 11 мая 2017 года № 27-ОЗ, были преобразованы, путём их объединения, Балушево-Починковское и Первинское сельские поселения — в Первинское сельское поселение с административным центром в селе Перво. |

### Клепиковский район
| - Административный центр — город Спас-Клепики Муниципальные образования: 1. Спас-Клепиковское городское поселение 2. Тумское городское поселение 3. Алексеевское сельское поселение 4. Болоньское сельское поселение 5. Бусаевское сельское поселение 6. Екшурское сельское поселение 7. Колесниковское сельское поселение 8. Криушинское сельское поселение 9. Молькинское сельское поселение 10. Ненашкинское сельское поселение 11. Оськинское сельское поселение 12. Уткинское сельское поселение Законом Рязанской области от 11 мая 2017 года № 28-ОЗ, были преобразованы, путём их объединения: - Тюковское и Болоньское сельские поселения — в Болоньское сельское поселение с административным центром в посёлке Болонь; - Макеевское и Екшурское сельские поселения — в Екшурское сельское поселение с административным центром в селе Екшур; - Малаховское и Колесниковское сельские поселения — в Колесниковское сельское поселение с административным центром в деревне Колесниково. |

### Кораблинский район
| - Административный центр — город Кораблино Муниципальные образования: 1. Кораблинское городское поселение 2. Бобровинское сельское поселение 3. Кипчаковское сельское поселение 4. Ключанское сельское поселение 5. Ковалинское сельское поселение 6. Молвинослободское сельское поселение 7. Незнановское сельское поселение 8. Пехлецкое сельское поселение 9. Пустотинское сельское поселение 10. Яблоневское сельское поселение |

### Милославский район
| - Административный центр — пгт Милославское Муниципальные образования: 1. Милославское городское поселение 2. Центральное городское поселение 3. Богородицкое сельское поселение 4. Большеподовечинское сельское поселение 5. Горняцкое сельское поселение 6. Кочуровское сельское поселение 7. Липяговское сельское поселение 8. Милославское сельское поселение 9. Павловское сельское поселение 10. Чернавское сельское поселение |

### Михайловский район
| - Административный центр — город Михайлов Муниципальные образования: 1. Михайловское городское поселение 2. Октябрьское городское поселение 3. Виленское сельское поселение 4. Голдинское сельское поселение 5. Горностаевское сельское поселение 6. Грязновское сельское поселение 7. Жмуровское сельское поселение 8. Ильичёвское сельское поселение (в 2018 году присоединено к Грязновскому) 9. Каморинское сельское поселение 10. Красновское сельское поселение 11. Новопанское сельское поселение 12. Печерниковское сельское поселение (в 2018 году присоединено к Слободскому) 13. Поярковское сельское поселение 14. Рачатниковское сельское поселение 15. Слободское сельское поселение 16. Стрелецко-Высельское сельское поселение 17. Трепольское сельское поселение 18. Чуриковское сельское поселение 19. Щетининское сельское поселение |

### Пителинский район
| - Административный центр — пгт Пителино Муниципальные образования: 1. Пителинское городское поселение 2. Ермо-Николаевское сельское поселение 3. Нестеровское сельское поселение 4. Пеньковское сельское поселение 5. Потапьевское сельское поселение |

### Пронский район
| - Административный центр — пгт Пронск Муниципальные образования: 1. Пронское городское поселение 2. Новомичуринское городское поселение 3. Малинищинское сельское поселение 4. Мамоновское сельское поселение 5. Октябрьское сельское поселение 6. Орловское сельское поселение 7. Погореловское сельское поселение 8. Тырновское сельское поселение |

### Путятинский район
| - Административный центр — село Путятино Муниципальные образования: 1. Береговское сельское поселение 2. Большеекатериновское сельское поселение 3. Карабухинское сельское поселение 4. Песочинское сельское поселение 5. Путятинское сельское поселение 6. Строевское сельское поселение |

### Рыбновский район
| - Административный центр — город Рыбное Муниципальные образования: 1. Рыбновское городское поселение 2. Алешинское сельское поселение 3. Баграмовское сельское поселение 4. Батуринское сельское поселение 5. Вакинское сельское поселение 6. Глебковское сельское поселение 7. Истобниковское сельское поселение 8. Кузьминское сельское поселение 9. Пионерское сельское поселение 10. Пощуповское сельское поселение 11. Селецкое сельское поселение 12. Ходынинское сельское поселение 13. Чурилковское сельское поселение |

### Ряжский район
| - Административный центр — город Ряжск Муниципальные образования: 1. Ряжское городское поселение 2. Алешинское сельское поселение 3. Дегтянское сельское поселение 4. Журавинское сельское поселение 5. Петровское сельское поселение 6. Поплевинское сельское поселение |

### Рязанский район
| - Административный центр — город Рязань (в состав района не входит) Муниципальные образования: 1. Варсковское сельское поселение 2. Высоковское сельское поселение 3. Вышгородское сельское поселение 4. Дубровическое сельское поселение 5. Дядьковское сельское поселение 6. Екимовское сельское поселение 7. Заборьевское сельское поселение 8. Заокское сельское поселение 9. Искровское сельское поселение 10. Листвянское сельское поселение 11. Льговское сельское поселение 12. Мурминское сельское поселение 13. Окское сельское поселение 14. Подвязьевское сельское поселение 15. Полянское сельское поселение 16. Семёновское сельское поселение 17. Турлатовское сельское поселение 18. Тюшевское сельское поселение Законом Рязанской области от 11 мая 2017 года № 26-ОЗ, были преобразованы, путём их объединения: - Кораблинское и Вышгородское сельские поселения — в Вышгородское сельское поселение с административным центром в селе Вышгород; - Вышетравинское и Окское сельские поселения — в Окское сельское поселение с административным центром в посёлке Окский; - Ровновское и Семёновское сельские поселения — в Семёновское сельское поселение с административным центром в деревне Секиотово. |

### Сапожковский район
| - Административный центр — пгт Сапожок Муниципальные образования: 1. Сапожковское городское поселение 2. Березниковское сельское поселение 3. Канинское сельское поселение 4. Михеевское сельское поселение 5. Морозово-Борковское сельское поселение |

### Сараевский район
| - Административный центр — пгт Сараи Муниципальные образования: 1. Сараевское городское поселение 2. Алексеевское сельское поселение 3. Борецкое сельское поселение 4. Бычковское сельское поселение 5. Высоковское сельское поселение 6. Желобовское сельское поселение 7. Кривское сельское поселение 8. Можарское сельское поселение 9. Муравлянское сельское поселение 10. Напольновское сельское поселение 11. Новобокинское сельское поселение 12. Сысоевское сельское поселение 13. Телятниковское сельское поселение 14. Ягодновское сельское поселение |

### Сасовский район
| - Административный центр — город Сасово (в состав района не входит) Муниципальные образования: 1. Агломазовское сельское поселение 2. Алёшинское сельское поселение 3. Батьковское сельское поселение 4. Берестянское сельское поселение 5. Гавриловское сельское поселение 6. Глядковское сельское поселение 7. Демушкинское сельское поселение 8. Каргашинское сельское поселение 9. Кустарёвское сельское поселение 10. Малостуденецкое сельское поселение 11. Нижнемальцевское сельское поселение 12. Новоберёзовское сельское поселение 13. Придорожное сельское поселение 14. Сотницынское сельское поселение 15. Трудолюбовское сельское поселение |

### Скопинский район
| - Административный центр — город Скопин (в состав района не входит) Муниципальные образования: 1. Павелецкое городское поселение 2. Побединское городское поселение 3. Вослебовское сельское поселение 4. Горловское сельское поселение 5. Корневское сельское поселение 6. Ильинское сельское поселение 7. Полянское сельское поселение 8. Успенское сельское поселение 9. Шелемишевское сельское поселение |

### Спасский район
| - Административный центр — город Спасск-Рязанский Муниципальные образования: 1. Спасское городское поселение 2. Выжелесское сельское поселение 3. Гавриловское сельское поселение 4. Заречинское сельское поселение 5. Ижевское сельское поселение 6. Исадское сельское поселение 7. Киструсское сельское поселение 8. Кирицкое сельское поселение 9. Кутуковское сельское поселение 10. Лакашинское сельское поселение 11. Михальское сельское поселение 12. Панинское сельское поселение 13. Перкинское сельское поселение 14. Собчаковское сельское поселение 15. Троицкое сельское поселение 16. Федотьевское сельское поселение |

### Старожиловский район
| - Административный центр — пгт Старожилово Муниципальные образования: 1. Старожиловское городское поселение 2. Гребневское сельское поселение 3. Гулынское сельское поселение 4. Истьинское сельское поселение 5. Ленинское сельское поселение 6. Мелекшинское сельское поселение 7. Столпянское сельское поселение |

### Ухоловский район
| - Административный центр — пгт Ухолово Муниципальные образования: 1. Ухоловское городское поселение 2. Калининское сельское поселение 3. Коноплинское сельское поселение 4. Ольховское сельское поселение 5. Смолеевское сельское поселение |

### Чучковский район
| - Административный центр — пгт Чучково Муниципальные образования: 1. Чучковское городское поселение 2. Аладьинское сельское поселение 3. Завидовское сельское поселение 4. Остро-Пластиковское сельское поселение 5. Пертовское сельское поселение 6. Ункосовское сельское поселение |

### Шацкий район
| - Административный центр — город Шацк Муниципальные образования: 1. Шацкое городское поселение 2. Агишевское сельское поселение 3. Борковское сельское поселение 4. Желанновское сельское поселение 5. Каверинское сельское поселение 6. Казачинское сельское поселение 7. Кермисинское сельское поселение 8. Куплинское сельское поселение 9. Кучасьевское сельское поселение 10. Лесно-Конобеевское сельское поселение 11. Лесно-Полянское сельское поселение 12. Новочернеевское сельское поселение 13. Ольховское сельское поселение 14. Печинское сельское поселение 15. Польно-Ялтуновское сельское поселение 16. Чернослободское сельское поселение 17. Ямбирнское сельское поселение Законом Рязанской области от 13 ноября 2006 года № 144-ОЗ, 16 ноября 2006 года было преобразовано, путём его разделения, Желанновское сельское поселение — на Желанновское сельское поселение с административным центром в селе Желанное и Новосвеженское сельское поселение с административным центром в посёлке Свеженькая. Законом Рязанской области от 11 мая 2017 года № 24-ОЗ, 23 мая 2017 года были преобразованы, путём их объединения: - Лесно-Полянское и Криволуцкое сельские поселения — в Лесно-Полянское сельское поселение с административным центром в посёлке Лесная Поляна; - Ольховское и Тарадеевское сельские поселения — в Ольховское сельское поселение с административным центром в селе Ольхи; - Ямбирнское и Новосвеженское сельские поселения — в Ямбирнское сельское поселение с административным центром в селе Ямбирно. |

### Шиловский район
| - Административный центр — пгт Шилово Муниципальные образования: 1. Шиловское городское поселение 2. Лесновское городское поселение 3. Аделинское сельское поселение 4. Борковское сельское поселение 5. Боровское сельское поселение (в 2018 году присоединено к Инякинскому) 6. Ерахтурское сельское поселение 7. Желудевское сельское поселение 8. Задубровское сельское поселение 9. Занино-Починковское сельское поселение 10. Ибредское сельское поселение 11. Инякинское сельское поселение 12. Краснохолмское сельское поселение (в 2018 году присоединено к Задубровскому) 13. Мосоловское сельское поселение 14. Санское сельское поселение 15. Тереховское сельское поселение (в 2018 году присоединено к Инякинскому) 16. Тимошкинское сельское поселение 17. Тырновское сельское поселение |